# بات دو بري
بات دو بري (بالإنجليزية: Pat Du Pré)‏ مواليد 16 سبتمبر 1954 في لييج، هو لاعب كرة مضرب أمريكي سابق بدأ مسيرته كمحترف سنة 1972 وكان يلعب باليد اليمنى، اعتزل اللعب في 1984. أعلى تصنيف له في الفردي كان المركز الـ 12 في سنة 1980.

## روابط خارجية
- بات دو بري على موقع رابطة محترفي التنس (الإنجليزية)
- بات دو بري على موقع الاتحاد الدولي لكرة المضرب (الإنجليزية)
- بات دو بري على موقع خلاصة التنس.كوم (الإنجليزية)